# Шишкины (Оричевский район)
Шишкины — деревня в Оричевском районе Кировской области в составе Спас-Талицкого сельского поселения.

## География
Расположена у северо-западной окраины райцентра поселка  Оричи.

## История
Известна с 1706 года как починок Михайла Шишкина с 7 дворами, в 1765 году здесь насчитали 105 жителей. В 1873 году здесь отмечено дворов 36 и жителей 185, в 1905 (починок Михайла Шишкина или Шишкины)  18 и 102, в 1926 (деревня Шишкины или Никиты Жгулева, Михаила Шишкина) 24 и 109, в 1950 24 и 95, в 1989 оставался 21 постоянный житель. 

## Население
Постоянное население составляло 15 человек (русские 100%) в 2002 году, 10 в 2010.